# 박재옥
박재옥(1937년 11월 24일 ~ 2020년 7월 8일)은 박정희와의 첫부인 김호남 사이에서 태어난 딸이다.  고향 경북 구미에서 초·중학교를 마치고 상경해 동덕여고, 동덕여대 가정학과를 졸업했다. 
박정희보다 3살 어렸던 김호남과는 1950년 11월 친척들이 전쟁으로 인해 피난간 틈을 타 성격불화로 협의이혼하였다. 부모 이혼 후 박재옥은 친가, 외가, 사촌오빠 박재석, 사촌언니 박영옥(김종필의 처)의 집 등을 전전하였으며, 계모 육영수 슬하에서 생활하기도 하였다. 
박정희가에 있을 때, 박정희 사단장의 부관이었던 인연으로 그 집에서 출퇴근하던 한병기와 결혼하게 된다. 1997년 대한민국 제15대 대통령 선거에서 박정희의 조카인 박준홍과 함께 김대중을 지지하였다.
경제적으로는 한병기와 결혼한 이후에는 꽤나 유복했는데 설악산에 설치된 케이블카 사업 독점운영권을 갖고 이것으로 돈을 꽤 많이 벌었다.
이복 동생들과는 나이 차이가 매우 심하며 그 중 박지만과는 20살 넘게 차이난다.

## 가계도
- 부 박정희(朴正熙, 1917년 ~ 1979년) - 제 5~9대 대통령
  - 모 김호남(金好南, 1920년 ~ 1990년)
  - 계모 육영수(陸英修, 1925년 ~ 1974년)
    - 이복 동생 박근혜(朴槿惠, 1952년 ~ ) - 제18대 대통령
    - 이복 동생 박근령(朴槿令, 1954년 ~ ) - 現 육영재단 이사장
    - 이복 동생 박지만 (朴志晩, 1958년 ~ ) - 現 기업 EG 회장
- 남편 한병기 - 前 국회의원, 前 주캐나다 대사. 現 설악관광케이블카 회장
  - 장남 : 한태준(韓太竣, 1959년 ~ ) - 중앙대 국제대학원 교수
  - 자부 : 인동 장씨, 장수미(張壽美, 1961년 ~)
    - 손녀 : 한지한(韓智漢, 1986년 ~)
    - 손자 : 한동영(韓東寧, 1991년 ~)

  - 장녀 : 한유진(韓由辰, 1961년 ~) - 대유신소재 이사
  - 사위 : 박영우(朴英佑, 1955년) - 대유에이텍 회장
  - 차남 : 한태현(韓太賢, 1963년 ~) - 미국 시민권자, 설악관광(주) 회장
  - 자부 : 유자경(劉慈敬, 1964년 ~)
    - 손자 : 한동훈(韓東勳, 1991년 ~)